# داني سميث (لاعب كرة قدم)
داني سميث (بالإنجليزية: Danny Smith)‏ (7 سبتمبر 1921 في المملكة المتحدة - 1 يناير 1998 في المملكة المتحدة) هو لاعب كرة قدم بريطاني (وحمل سابقاً جنسية المملكة المتحدة لبريطانيا العظمى وأيرلندا) في مركز الوسط. لعب مع نادي تشيسترفيلد ونادي كرو ألكساندرا ووست بروميتش ألبيون ونادي كوربي تاون وNewmains United Community F.C. ‏.

## وصلات خارجية
- داني سميث على موقع قاعدة بيانات كرة القدم.إي يو (الإنجليزية)